# Wysoczyzna Wałdowska

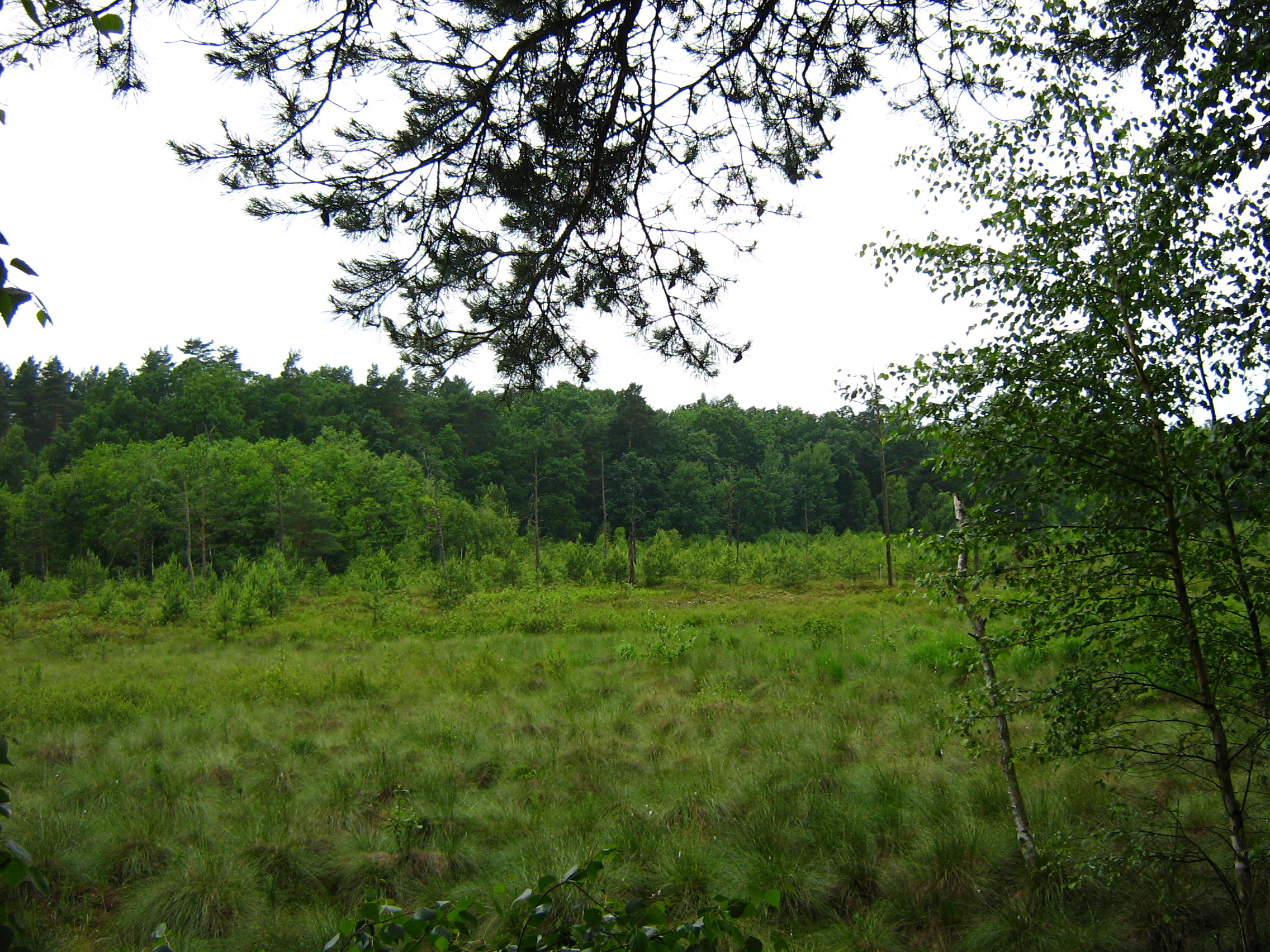
Rezerwat przyrody i obszar Natura 2000 Linje

Wysoczyzna Wałdowska – mikroregion fizycznogeograficzny (315.111) w północnej Polsce, w gminie Dąbrowa Chełmińska, stanowiący część mezoregionu Pojezierza Chełmińskiego. 

## Położenie
Mikroregion zajmuje wysoczyznę morenową położoną na wschód od Bydgoszczy i rzeki Wisły. Sąsiaduje od wschodu i północy z mikroregionem Zbocze Mariańskie, a od południa m.in. z mikroregionem Wydmy Ostromeckie.

## Charakterystyka
Wysoczyzna Wałdowska jest wysoczyzną morenową o dużym zróżnicowaniu krajobrazu. W podłożu znajdują się dwie warstwy glin zwałowych ukształtowane podczas faz: poznańskiej i leszczyńskiej zlodowacenia bałtyckiego. Utwory te są rozdzielone warstwą piasków glacjofluwialnych. Głębiej (40-50 m) w podłożu występują iły trzeciorzędowe. Lokalnie na powierzchni występują warstwy piasków (1-3 m).
Rzeźba terenu z reguły nie jest płaska. Przeważają faliste pagórki do 10 m wysokości względnej. Na dość żyznych glebach brunatnych właściwych, a lokalnie czarnych ziemiach występują uprawy rolne. Na glebach bielicowych i żyźniejszych brunatnych występują duże kompleksy leśne na siedliskach grądu oraz boru mieszanego (Lasy Rafskie w okolicy Gzina i Rafy). W okolicach Czemlewa, Wałdowa oraz rezerwatu Linje występują żyzne grądy. 

## Ochrona przyrody
Znaczna część jednostki znajduje się w granicach Zespołu Parków Krajobrazowych Chełmińskiego i Nadwiślańskiego. Znajduje się tu również obszar Natura 2000 pod nazwą Torfowisko Linie. W mikroregionie występują dwa rezerwaty przyrody: Linje (torfowiskowy) i rentowo (ornitologiczny).